# 和乐乡
和乐乡，是中华人民共和国四川省达州市渠县曾经下辖的一个乡。2019年12月，撤销和乐乡，将其所属行政区域划归望江乡管辖。

## 行政区划
和乐乡撤销前下辖以下地区：
河垭村、双盘村、响水村、西阳村和东阳村。